# Soupisky mužstev české hokejové extraligy 2014/2015
Toto jsou soupisky mužstev české hokejové extraligy v sezóně 2014/2015.

## PSG Zlín
| Post    | Číslo | Nár.      | Jméno             | Narozen    | Odchovanec                 | Link                                        | Poznámka                                      |
| ------- | ----- | --------- | ----------------- | ---------- | -------------------------- | ------------------------------------------- | --------------------------------------------- |
| Brankář | 79    | Česko     | Luboš Horčička    | 21.5.1979  | Rytíři Kladno              | Archivováno 12. 8. 2014 na Wayback Machine. |                                               |
| Brankář | 39    | Česko     | Libor Kašík       | 31.3.1992  | odchovanec                 | Archivováno 12. 8. 2014 na Wayback Machine. |                                               |
| Brankář | 42    | Česko     | Tomáš Štůrala     | 5.1.1985   | HK Nový Jičín              | Archivováno 12. 8. 2014 na Wayback Machine. | hostování v SK Horácká Slavia Třebíč          |
| Obránce | 91    | Česko     | Oldřich Horák     | 9.1.1991   | odchovanec                 | Archivováno 12. 8. 2014 na Wayback Machine. |                                               |
| Obránce | 59    | Slovensko | Oldrich Kotvan    | 20.6.1990  | HK Trnava                  | Archivováno 12. 8. 2014 na Wayback Machine. |                                               |
| Obránce | 11    | Česko     | Jiří Marušák      | 29.11.1975 | odchovanec                 | Archivováno 12. 8. 2014 na Wayback Machine. |                                               |
| Obránce | 15    | Česko     | Martin Matějíček  | 4.9.1991   | odchovanec                 | Archivováno 12. 8. 2014 na Wayback Machine. |                                               |
| Obránce | 7     | Česko     | Dalibor Řezníček  | 25.8.1991  | HC Spartak Uherský Brod    | Archivováno 12. 8. 2014 na Wayback Machine. |                                               |
| Obránce | 2     | Česko     | Radim Tesařík     | 16.6.1974  | VHK Vsetín                 | Archivováno 12. 8. 2014 na Wayback Machine. | Po vzájemné dohodě ukončil angažmá 30.10.2014 |
| Obránce | 20    | Česko     | Patrik Urbanec    | 9.10.1993  | odchovanec                 | Archivováno 12. 8. 2014 na Wayback Machine. |                                               |
| Obránce | 92    | Česko     | Tomáš Valenta     | 3.4.1992   | odchovanec                 | Archivováno 12. 8. 2014 na Wayback Machine. |                                               |
| Obránce | 5     | Česko     | Tomáš Žižka       | 10.10.1979 | odchovanec                 | Archivováno 12. 8. 2014 na Wayback Machine. |                                               |
| Útočník | 96    | Česko     | Jaroslav Balaštík | 28.11.1979 | HC Uherské Hradiště        | Archivováno 12. 8. 2014 na Wayback Machine. |                                               |
| Útočník | 16    | Česko     | Petr Čajánek      | 18.8.1975  | odchovanec                 | Archivováno 12. 8. 2014 na Wayback Machine. |                                               |
| Útočník | 13    | Česko     | Filip Čech        | 25.6.1980  | odchovanec                 | Archivováno 12. 8. 2014 na Wayback Machine. |                                               |
| Útočník | 12    | Česko     | Tomáš Fořt        | 7.5.1992   | HC Slovan Moravská Třebová | Archivováno 12. 8. 2014 na Wayback Machine. |                                               |
| Útočník |       | Česko     | Dominik Hladiš    | 22.4.1996  | odchovanec                 | Archivováno 12. 8. 2014 na Wayback Machine. | junior                                        |
| Útočník | 81    | Česko     | Petr Holík        | 3.3.1992   | odchovanec                 | Archivováno 12. 8. 2014 na Wayback Machine. |                                               |
| Útočník | 9     | Česko     | Bedřich Köhler    | 14.2.1985  | HC Vítkovice Steel         | Archivováno 30. 5. 2020 na Wayback Machine. |                                               |
| Útočník | 10    | Česko     | Lubomír Kovařík   | 13.10.1993 | odchovanec                 | Archivováno 12. 8. 2014 na Wayback Machine. |                                               |
| Útočník | 25    | Česko     | Pavel Kubiš       | 17.3.1985  | SK Horácká Slavia Třebíč   | Archivováno 12. 8. 2014 na Wayback Machine. |                                               |
| Útočník | 19    | Česko     | Petr Leška        | 16.11.1975 | Piráti Chomutov            | Archivováno 12. 8. 2014 na Wayback Machine. |                                               |
| Útočník |       | Česko     | Dominik Matula    | 24.6.1994  | odchovanec                 | Archivováno 12. 8. 2014 na Wayback Machine. | junior                                        |
| Útočník | 88    | Česko     | Zdeněk Okál       | 8.7.1990   | odchovanec                 | Archivováno 12. 8. 2014 na Wayback Machine. |                                               |
| Útočník | 22    | Česko     | Jiří Ondráček     | 3.6.1988   | odchovanec                 | Archivováno 12. 8. 2014 na Wayback Machine. |                                               |
| Útočník | 33    | Česko     | Michal Popelka    | 14.8.1993  | odchovanec                 | Archivováno 12. 8. 2014 na Wayback Machine. |                                               |
| Útočník | 55    | Česko     | Robert Říčka      | 20.6.1989  | HC AZ Havířov 2010         | Archivováno 12. 8. 2014 na Wayback Machine. |                                               |
| Útočník | 64    | Česko     | Pavel Sedláček    | 19.3.1994  | odchovanec                 | Archivováno 12. 8. 2014 na Wayback Machine. |                                               |
| Útočník |       | Česko     | Filip Stránský    | 19.8.1995  | odchovanec                 | Archivováno 12. 8. 2014 na Wayback Machine. | junior                                        |
| Útočník | 29    | Česko     | David Šťastný     | 23.3.1993  | HC Zubr Přerov             | Archivováno 12. 8. 2014 na Wayback Machine. |                                               |
| Útočník | 87    | Česko     | Ondřej Veselý     | 6.12.1977  | odchovanec                 | [nedostupný zdroj]                          |                                               |
| Útočník | 18    | Česko     | Roman Vlach       | 21.6.1989  | odchovanec                 | Archivováno 12. 8. 2014 na Wayback Machine. |                                               |
| Útočník |       | Česko     | Miroslav Zaremba  | 23.9.1995  | odchovanec                 | Archivováno 12. 8. 2014 na Wayback Machine. | junior                                        |
| Trenér  |       | Česko     | Rostislav Vlach   | 3.7.1962   |                            |                                             |                                               |

## HC Kometa Brno
| Post    | Číslo | Nár.              | Jméno                             | Narozen    | Odchovanec               | Link | Poznámka                             |
| ------- | ----- | ----------------- | --------------------------------- | ---------- | ------------------------ | ---- | ------------------------------------ |
| Brankář | 1     | Slovensko         | Marek Čiliak                      | 2.4.1990   | HKm Zvolen               |      |                                      |
| Brankář | 83    | Česko             | Martin Falter                     | 27.11.1983 | HC Vítkovice Steel       |      |                                      |
| Brankář |       | Česko             | Lukáš Klimeš                      | 14.7.1994  | odchovanec               |      | hostování v SK Horácká Slavia Třebíč |
| Obránce |       | Česko             | Vlastimil Bilčík                  | 5.2.1992   | odchovanec               |      | hostování v SK Horácká Slavia Třebíč |
| Obránce | 72    | Česko             | Ondřej Dlapa                      | 12.11.1991 | HC Hvězda Brno           |      |                                      |
| Obránce | 8     | Česko             | Tomáš Dujsík                      | 3.11.1992  | odchovanec               |      | hostování v SK Horácká Slavia Třebíč |
| Obránce |       | Česko             | Libor Hájek                       | 4.12.1998  | odchovanec               |      | junior                               |
| Obránce | 38    | Česko             | Jan Hanzlík                       | 21.3.1982  | HC Sparta Praha          |      |                                      |
| Obránce | 3     | Česko             | Michal Kempný                     | 8.9.1990   | SHK Hodonín              |      |                                      |
| Obránce | 19    | Slovensko         | Peter König                       | 13.8.1988  | HK Nitra                 |      |                                      |
| Obránce | 6     | Slovensko         | Jozef Kováčik                     | 1.1.1990   | HC Topoľčany             |      |                                      |
| Obránce | 15    | Česko             | Petr Kuboš                        | 10.9.1979  | VHK Vsetín               |      |                                      |
| Obránce | 71    | Slovensko         | Tomáš Malec                       | 13.5.1982  | HK 36 Skalica            |      |                                      |
| Obránce | 2     | Česko             | František Ptáček                  | 4.4.1975   | HC Sparta Praha          |      |                                      |
| Obránce |       | Česko             | Jan Sedlák                        | 27.11.1994 | odchovanec               |      | hostování v HC Havlíčkův Brod        |
| Obránce |       | Česko             | Lukáš Forman (dříve Lukáš Vágner) | 11.1.1994  | odchovanec               |      | junior                               |
| Útočník | 24    | Česko             | Vilém Burian                      | 16.8.1988  | SK Horácká Slavia Třebíč |      | hostování v SK Horácká Slavia Třebíč |
| Útočník | 12    | Česko             | Leoš Čermák                       | 13.3.1978  | SK Horácká Slavia Třebíč |      |                                      |
| Útočník | 90    | Česko             | Martin Dočekal                    | 12.7.1990  | SK Horácká Slavia Třebíč |      |                                      |
| Útočník | 11    | Česko             | Miroslav Holec                    | 8.11.1987  | IHC Písek                |      | hostování v SK Horácká Slavia Třebíč |
| Útočník | -     | Česko             | Antonín Honejsek                  | 19.2.1991  | LHK Jestřábi Prostějov   | []   |                                      |
| Útočník | 57    | Česko             | Jan Hruška                        | 20.1.1986  | odchovanec               |      |                                      |
| Útočník | 22    | Česko             | Jan Káňa                          | 4.1.1992   | PSG Zlín                 |      |                                      |
| Útočník | 29    | Česko             | Jakub Koreis                      | 23.6.1984  | HC Škoda Plzeň           |      |                                      |
| Útočník |       | Česko             | Jan Křivohlávek                   | 20.8.1991  | HC AZ Havířov 2010       |      | hostování v SK Horácká Slavia Třebíč |
| Útočník | 18    | Česko · Slovensko | Silvestr Kusko                    | 2.5.1995   | odchovanec               |      | junior                               |
| Útočník | 14    | Česko             | Petr Mrázek                       | 17.8.1994  | odchovanec               |      |                                      |
| Útočník | 53    | Česko             | Vojtěch Němec                     | 9.12.1985  | Bílí Tygři Liberec       |      |                                      |
| Útočník | 44    | Česko             | David Ostřížek                    | 1.10.1990  | HC Frýdek-Místek         |      |                                      |
| Útočník | 10    | Česko             | Dominik Pokorný                   | 13.5.1995  | VHK Vsetín               |      | junior                               |
| Útočník | 94    | Česko             | Adam Raška                        | 26.11.1994 | HC Vítkovice Steel       |      |                                      |
| Útočník | 61    | Česko             | Jakub Svoboda                     | 27.12.1989 | HC Zubr Přerov           |      |                                      |
| Útočník | 23    | Česko             | Tomáš Svoboda                     | 24.2.1987  | HC Stadion Litoměřice    |      |                                      |
| Útočník | 87    | Česko             | Petr Ton                          | 8.10.1973  | Rytíři Kladno            |      |                                      |
| Útočník | 5     | Česko             | Tomáš Vondráček                   | 16.2.1991  | SK Horácká Slavia Třebíč |      |                                      |
| Útočník |       | Česko             | Jan Wasserbauer                   | 20.8.1991  | SKLH Žďár nad Sázavou    |      | hostování v SK Horácká Slavia Třebíč |
| Útočník | 20    | Česko             | Hynek Zohorna                     | 1.8.1990   | Mountfield HK            |      |                                      |
| Trenér  |       | Česko             | Vladimír Kýhos                    | 23.6.1956  |                          |      |                                      |

## HC Sparta Praha
| Post    | Číslo | Nár.              | Jméno               | Narozen    | Odchovanec                 | Link | Poznámka                                  |
| ------- | ----- | ----------------- | ------------------- | ---------- | -------------------------- | ---- | ----------------------------------------- |
| Brankář | 62    | Česko             | Jan Lukáš           | 2.6.1993   | HC Olomouc                 |      | hostování v HC Benátky nad Jizerou        |
| Brankář | 35    | Česko             | Filip Novotný       | 6.5.1991   | HC Dukla Jihlava           |      |                                           |
| Brankář | 31    | Slovensko         | Rastislav Staňa     | 10.1.1980  | HC Košice                  |      |                                           |
| Obránce | 42    | Česko             | Michal Barinka      | 12.6.1984  | ČEZ Motor České Budějovice |      |                                           |
| Obránce | 71    | Slovensko         | Marek Ďaloga        | 10.3.1989  | HKm Zvolen                 |      |                                           |
| Obránce | 7     | Česko             | Marek Hrbas         | 4.3.1993   | HC Škoda Plzeň             |      |                                           |
| Obránce | 4     | Česko             | Ondřej Mikliš       | 5.5.1996   | Salith Šumperk             |      |                                           |
| Obránce | 26    | Slovensko         | Juraj Mikuš         | 30.11.1988 | HC Dukla Trenčín           |      |                                           |
| Obránce | 29    | Česko             | Karel Pilař         | 23.12.1977 | HC Verva Litvínov          |      |                                           |
| Obránce | 75    | Česko             | Jan Piskáček        | 11.9.1989  | Rytíři Kladno              |      |                                           |
| Obránce | 16    | Česko             | Adam Polášek        | 12.7.1991  | HC Vítkovice Steel         |      |                                           |
| Obránce | 51    | Česko             | Jan Švrček          | 17.4.1986  | HC Zubr Přerov             |      |                                           |
| Útočník | 32    | Česko             | Zdeněk Bahenský     | 3.1.1986   | HC Verva Litvínov          |      |                                           |
| Útočník | 47    | Česko             | Jan Buchtele        | 21.7.1990  | Mountfield HK              |      |                                           |
| Útočník | 6     | Slovensko         | Lukáš Cingeľ        | 10.6.1992  | MsHK DOXXbet Žilina        |      |                                           |
| Útočník | 12    | Česko             | Jiří Černoch        | 1.9.1996   | odchovanec                 |      | junior, hostování v HC Stadion Litoměřice |
| Útočník | 24    | Česko             | David Dvořáček      | 4.6.1992   | odchovanec                 |      |                                           |
| Útočník | 88    | Česko             | Miroslav Forman     | 12.8.1990  | odchovanec                 |      |                                           |
| Útočník | 17    | Česko             | Jaroslav Hlinka     | 10.11.1976 | odchovanec                 |      |                                           |
| Útočník | 14    | Česko             | Adam Chlapík        | 4.2.1994   | HC Slavia Praha            |      | hostování v HC Stadion Litoměřice         |
| Útočník | 61    | Česko             | Lukáš Klimek        | 14.11.1986 | HC Vítkovice Steel         |      |                                           |
| Útočník | 46    | Česko             | Petr Kumstát        | 16.11.1981 | LHK Jestřábi Prostějov     |      |                                           |
| Útočník | 23    | Česko             | Lukáš Pech          | 19.9.1983  | HC Dukla Jihlava           |      |                                           |
| Útočník | 25    | Česko             | Martin Procházka    | 1.3.1994   | odchovanec                 |      | junior, hostování v HC Stadion Litoměřice |
| Útočník | 74    | Česko             | Daniel Přibyl       | 18.12.1992 | IHC Písek                  |      |                                           |
| Útočník | 10    | Česko · Slovensko | Martin Réway        | 24.1.1995  | HC Slavia Praha            |      | junior                                    |
| Útočník | 60    | Česko             | Tomáš Rolinek       | 17.2.1980  | SKLH Žďár nad Sázavou      |      |                                           |
| Útočník | 55    | Slovinsko         | Robert Sabolič      | 18.9.1988  | HK Acroni Jesenice         |      |                                           |
| Útočník | 40    | Česko             | Daniel Schwamberger | 10.5.1995  | IHC Písek                  |      | junior                                    |
| Útočník | 19    | Česko             | Dominik Volek       | 12.1.1994  | odchovanec                 |      |                                           |
| Trenér  |       | Česko             | Josef Jandač        | 12.11.1968 |                            |      |                                           |

## HC Oceláři Třinec
| Post    | Číslo | Nár.      | Jméno             | Narozen    | Odchovanec                   | Link | Poznámka                               |
| ------- | ----- | --------- | ----------------- | ---------- | ---------------------------- | ---- | -------------------------------------- |
| Brankář | 2     | Slovensko | Peter Hamerlík    | 1.2.1982   | HK 36 Skalica                |      |                                        |
| Brankář | 30    | Česko     | Šimon Hrubec      | 30.6.1991  | HC Vimperk                   |      |                                        |
| Brankář | 1     | Česko     | Miroslav Svoboda  | 7.3.1995   | VHK Vsetín                   |      | junior, hostování v HC AZ Havířov 2010 |
| Obránce | 19    | Česko     | Lukáš Doudera     | 3.1.1998   | Rytíři Kladno                |      | junior                                 |
| Obránce | 52    | Česko     | Milan Doudera     | 1.1.1993   | Rytíři Kladno                |      |                                        |
| Obránce | 94    | Česko     | Michael Foltýn    | 6.10.1994  | odchovanec                   |      | hostování v HC AZ Havířov 2010         |
| Obránce | 51    | Česko     | Lukáš Galvas      | 28.3.1979  | HC Vítkovice Steel           |      |                                        |
| Obránce | 27    | Česko     | Rostislav Klesla  | 21.3.1982  | HK Nový Jičín                |      |                                        |
| Obránce | 27    | Česko     | Tomáš Linhart     | 16.2.1984  | HC ČSOB Pojišťovna Pardubice |      |                                        |
| Obránce | 62    | Česko     | Jakub Matyáš      | 16.3.1994  | HC Energie Karlovy Vary      |      | junior                                 |
| Obránce | 71    | Česko     | David Nosek       | 19.2.1981  | HC Olomouc                   |      |                                        |
| Obránce | 25    | Česko     | Vladimír Roth     | 25.6.1990  | HC Slovan Ústí nad Labem     |      |                                        |
| Obránce | 13    | Česko     | Marek Trončinský  | 13.9.1988  | HC Slovan Ústí nad Labem     |      |                                        |
| Útočník | 83    | Česko     | Martin Adamský    | 13.7.1981  | HC Kopřivnice                |      |                                        |
| Útočník | 20    | Česko     | Jakub Klepiš      | 5.6.1984   | HC Slavia Praha              |      |                                        |
| Útočník | 81    | Česko     | David Cienciala   | 1.12.1995  | odchovanec                   |      | junior                                 |
| Útočník | 22    | Slovensko | Vladimír Dravecký | 3.6.1985   | HC Košice                    |      |                                        |
| Útočník | 8     | Polsko    | Aron Chmielewski  | 9.10.1991  | Stoczniowiec Gdańsk          |      |                                        |
| Útočník | 24    | Česko     | Zbyněk Irgl       | 29.11.1980 | HC Vítkovice Steel           |      |                                        |
| Útočník | 67    | Česko     | Lukáš Jašek       | 28.8.1997  | odchovanec                   |      | junior                                 |
| Útočník | 9     | Česko     | Denis Kindl       | 4.8.1992   | Salith Šumperk               |      |                                        |
| Útočník | 28    | Česko     | Kamil Kreps       | 18.11.1984 | HC Stadion Litoměřice        |      |                                        |
| Útočník | 53    | Česko     | Radim Matuš       | 20.10.1993 | odchovanec                   |      |                                        |
| Útočník | 32    | Česko     | Jakub Orsava      | 27.2.1991  | Salith Šumperk               |      |                                        |
| Útočník | 39    | Česko     | Tomáš Plíhal      | 28.3.1993  | Bílí Tygři Liberec           |      |                                        |
| Útočník | 23    | Česko     | Jiří Polanský     | 18.12.1981 | HC Kometa Brno               |      |                                        |
| Útočník | 61    | Česko     | Daniel Rákos      | 25.5.1987  | HC ČSOB Pojišťovna Pardubice |      |                                        |
| Útočník | 33    | Česko     | Adam Rufer        | 3.9.1991   | odchovanec                   |      |                                        |
| Útočník | 86    | Česko     | Marek Růžička     | 10.4.1995  | SHK Hodonín                  |      |                                        |
| Útočník | 78    | Česko     | Lukáš Žejdl       | 7.8.1991   | HC Verva Litvínov            |      |                                        |
| Trenér  |       | Česko     | Jiří Kalous       | 6.12.1964  |                              |      |                                        |

## HC Škoda Plzeň
| Post    | Číslo | Nár.      | Jméno            | Narozen    | Odchovanec                 | Link | Poznámka                               |
| ------- | ----- | --------- | ---------------- | ---------- | -------------------------- | ---- | -------------------------------------- |
| Brankář | 35    | Česko     | Matěj Machovský  | 25.7.1993  | HC Slezan Opava            |      |                                        |
| Brankář | 51    | Česko     | Lukáš Mensator   | 18.8.1984  | HC Baník Sokolov           |      |                                        |
| Brankář | 72    | Česko     | Jindřich Pacl    | 18.2.1995  | odchovanec                 |      | junior                                 |
| Brankář | 33    | Česko     | Patrik Polívka   | 4.3.1994   | odchovanec                 |      | hostování v HC Havlíčkův Brod          |
| Obránce | 88    | Česko     | Dominik Boháč    | 18.2.1990  | odchovanec                 |      |                                        |
| Obránce | 70    | Česko     | Jan Holý         | 11.3.1995  | odchovanec                 |      | junior                                 |
| Obránce | 5     | Česko     | Jakub Jeřábek    | 12.5.1991  | odchovanec                 |      |                                        |
| Obránce | 7     | Česko     | Petr Kadlec      | 5.1.1977   | HC Slavia Praha            |      |                                        |
| Obránce | 8     | Slovensko | Branislav Kubka  | 15.8.1988  | HC 07 Detva                |      |                                        |
| Obránce | 4     | Česko     | Patrik Marcel    | 27.11.1994 | odchovanec                 |      |                                        |
| Obránce | 60    | Česko     | Michal Moravčík  | 7.12.1994  | odchovanec                 |      |                                        |
| Obránce | 74    | Česko     | Vojtěch Mozík    | 26.12.1992 | BK Mladá Boleslav          |      |                                        |
| Obránce | 62    | Česko     | David Pavlíček   | 20.9.1991  | IHC Písek                  |      | hostování v HC Havlíčkův Brod          |
| Obránce | 94    | Česko     | Tomáš Prokop     | 30.1.1994  | ČEZ Motor České Budějovice |      | hostování v HC Havlíčkův Brod          |
| Obránce | 3     | Česko     | Lukáš Pulpán     | 23.6.1985  | odchovanec                 |      |                                        |
| Obránce | 9     | Česko     | David Sklenička  | 23.6.1985  | odchovanec                 |      | junior                                 |
| Útočník | 11    | Slovensko | Jozef Balej      | 22.2.1982  | HC Dukla Trenčín           |      |                                        |
| Útočník | 84    | Česko     | Matěj Beran      | 11.11.1993 | odchovanec                 |      |                                        |
| Útočník | 79    | Česko     | Tomáš Divíšek    | 19.7.1979  | HC Slavia Praha            |      | střídavé starty z HC Most              |
| Útočník | 52    | Česko     | Michal Dvořák    | 12.8.1979  | HC TJ Šternberk            |      |                                        |
| Útočník | 44    | USA       | Ryan Hollweg     | 23.4.1983  | -                          |      |                                        |
| Útočník | 95    | Česko     | Miroslav Indrák  | 12.8.1995  | IHC Písek                  |      | junior                                 |
| Útočník | 80    | USA       | Nicholas Johnson | 25.8.1986  | New England Jr. Coyotes    |      |                                        |
| Útočník | 29    | Česko     | Pavel Kašpařík   | 11.1.1979  | IHC Písek                  |      |                                        |
| Útočník | 82    | Česko     | Jiří Kepka       | 16.5.1995  | KHL Meteor Třemošná        |      | junior                                 |
| Útočník | 22    | Česko     | Ondřej Kratěna   | 21.4.1977  | HC Olomouc                 |      |                                        |
| Útočník | 18    | Česko     | Dominik Kubalík  | 21.8.1995  | odchovanec                 |      | junior                                 |
| Útočník | 30    | Česko     | Jakub Lev        | 6.12.1990  | odchovanec                 |      |                                        |
| Útočník | 81    | Česko     | David Michel     | 13.2.1995  | KHL Meteor Třemošná        |      | junior                                 |
| Útočník | 88    | Česko     | Václav Pletka    | 8.6.1979   | BK Mladá Boleslav          |      | 28.1.2015 - přestup do HC Slavia Praha |
| Útočník | 10    | Česko     | Roman Přikryl    | 11.2.1995  | odchovanec                 |      | junior, hostování v HC Havlíčkův Brod  |
| Útočník | 13    | Česko     | Jan Schleiss     | 1.9.1994   | odchovanec                 |      |                                        |
| Útočník | 91    | Česko     | Dominik Simon    | 8.8.1994   | HC Sparta Praha            |      |                                        |
| Útočník | 17    | Slovensko | Ján Sýkora       | 14.9.1990  | HC 05 Banská Bystrica      |      |                                        |
| Útočník | 20    | Česko     | Tomáš Sýkora     | 20.11.1978 | HC Zubr Přerov             |      |                                        |
| Trenér  |       | Česko     | Milan Razým      | 12.10.1961 |                            |      |                                        |

## Mountfield Hradec Králové
| Post    | Číslo | Nár.            | Jméno            | Narozen    | Odchovanec                   | Link                                        | Poznámka                              |
| ------- | ----- | --------------- | ---------------- | ---------- | ---------------------------- | ------------------------------------------- | ------------------------------------- |
| Brankář | 90    | Česko           | Ondřej Kacetl    | 15.10.1990 | Orli Znojmo                  |                                             | hostování v HC Dukla Jihlava          |
| Brankář | 31    | Česko           | Pavel Kantor     | 17.8.1991  | ČEZ Motor České Budějovice   |                                             |                                       |
| Brankář | 30    | Česko           | Jaroslav Pavelka | 12.9.1993  | odchovanec                   |                                             |                                       |
| Brankář | -     | Česko           | František Veselý | 12.4.1996  | odchovanec                   |                                             | junior                                |
| Obránce | 92    | Česko           | Zdeněk Čáp       | 6.12.1993  | odchovanec                   |                                             | hostování v HC Dukla Jihlava          |
| Obránce | 67    | Česko           | Stanislav Dietz  | 10.9.1990  | IHC Písek                    |                                             |                                       |
| Obránce | 7     | Slovensko       | Peter Frühauf    | 15.8.1982  | HC 07 Prešov                 |                                             |                                       |
| Obránce | 70    | Česko           | Bohumil Jank     | 6.7.1992   | HC ZVVZ Milevsko             |                                             |                                       |
| Obránce | 85    | Slovensko       | Peter Mikuš      | 10.1.1985  | HC Dukla Trenčín             |                                             |                                       |
| Obránce | 95    | Česko           | René Piegl       | 9.5.1995   | ČEZ Motor České Budějovice   |                                             | junior, hostování v HC Havlíčkův Brod |
| Obránce | 19    | Česko           | Martin Pláněk    | 12.7.1991  | Orli Znojmo                  |                                             |                                       |
| Obránce | 5     | Česko           | Karel Plášil     | 25.4.1994  | ČEZ Motor České Budějovice   |                                             | hostování v HC Stadion Litoměřice     |
| Obránce | 54    | Slovensko       | Tomáš Slovák     | 5.4.1983   | HC Košice                    |                                             |                                       |
| Obránce | 6     | Česko           | Martin Vágner    | 16.3.1984  | HC Jaroměř                   |                                             | hostování v HC Slovan Ústí nad Labem  |
| Obránce | 16    | Česko           | Jiří Vašíček     | 31.12.1980 | HC ČSOB Pojišťovna Pardubice |                                             |                                       |
| Obránce | 23    | Slovensko       | René Vydarený    | 6.5.1981   | HC Slovan Bratislava         |                                             |                                       |
| Útočník | 10    | Česko           | Petr Beránek     | 8.2.1989   | HC Kometa Brno               |                                             |                                       |
| Útočník | 24    | Česko           | Jan Berger       | 8.2.1989   | odchovanec                   | Archivováno 10. 8. 2016 na Wayback Machine. | hostování v Salith Šumperk            |
| Útočník | 65    | Česko           | Rudolf Červený   | 6.8.1989   | ČEZ Motor České Budějovice   |                                             |                                       |
| Útočník | 27    | Slovensko       | Rastislav Dej    | 12.9.1988  | HK Púchov                    |                                             |                                       |
| Útočník | 91    | Česko           | Tomáš Knotek     | 13.1.1990  | Rytíři Kladno                |                                             |                                       |
| Útočník | 17    | Česko           | Ondřej Kopta     | 17.4.1995  | HC Škoda Plzeň               |                                             | junior                                |
| Útočník | 21    | Česko           | Jaroslav Kudrna  | 5.12.1975  | odchovanec                   |                                             |                                       |
| Útočník | 61    | Slovensko       | Roman Kukumberg  | 8.4.1980   | HK Ružinov 99 Bratislava     |                                             |                                       |
| Útočník | 86    | Česko           | Tomáš Mertl      | 11.3.1986  | ČEZ Motor České Budějovice   |                                             |                                       |
| Útočník | 92    | Česko           | Lukáš Nedvídek   | 9.2.1994   | odchovanec                   |                                             |                                       |
| Útočník | 11    | Česko           | Tomáš Pospíšil   | 25.8.1987  | Salith Šumperk               |                                             |                                       |
| Útočník | 23    | Česko           | Tomáš Půlpán     | 6.8.1994   | odchovanec                   |                                             | hostování v HC Kobra Praha            |
| Útočník | 37    | Česko           | Tomáš Rousek     | 9.9.1993   | ČEZ Motor České Budějovice   |                                             | hostování v HC Havlíčkův Brod         |
| Útočník | 9     | Slovensko       | Dávid Skokan     | 6.12.1988  | HK Poprad                    |                                             |                                       |
| Útočník | 22    | Česko           | Jiří Šimánek     | 6.10.1978  | ČEZ Motor České Budějovice   |                                             |                                       |
| Útočník | 20    | Česko           | David Švagrovský | 21.12.1984 | HC Sparta Praha              |                                             | hostování v HC Stadion Litoměřice     |
| Útočník | 72    | Slovensko       | Tomáš Troliga    | 24.4.1984  | HC 07 Prešov                 |                                             | hostování v HC Havlíčkův Brod         |
| Útočník | 12    | Česko           | Michal Tvrdík    | 23.7.1979  | HC ČSOB Pojišťovna Pardubice |                                             |                                       |
| Útočník | 24    | Kanada          | Collin Valcourt  | 18.3.1993  | Red Deer Rebels Midget       |                                             |                                       |
| Trenér  |       | Česko · Německo | Peter Draisaitl  | 7.12.1965  |                              |                                             |                                       |

## HC ČSOB Pojišťovna Pardubice
| Post    | Číslo | Nár.      | Jméno            | Narozen    | Odchovanec                       | Link | Poznámka                             |
| ------- | ----- | --------- | ---------------- | ---------- | -------------------------------- | ---- | ------------------------------------ |
| Brankář | 1     | Slovensko | Tomáš Halász     | 25.5.1990  | HC Košice                        |      |                                      |
| Brankář | 33    | Slovinsko | Robert Kristan   | 4.8.1983   | HK Acroni Jesenice               |      |                                      |
| Brankář | 2     | Česko     | Karel Vejmelka   | 25.5.1996  | SK Horácká Slavia Třebíč         |      | junior                               |
| Obránce | 19    | Česko     | Václav Benák     | 30.8.1978  | HC Baník Sokolov                 |      |                                      |
| Obránce | 36    | Česko     | Petr Čáslava     | 3.9.1979   | odchovanec                       |      |                                      |
| Obránce | 15    | Slovinsko | Blaž Gregorc     | 18.1.1990  | HK Bled                          |      |                                      |
| Obránce | 8     | Česko     | Ladislav Havlík  | 21.4.1992  | odchovanec                       |      |                                      |
| Obránce | 14    | Česko     | Václav Kočí      | 15.7.1979  | Bílí Tygři Liberec               |      |                                      |
| Obránce | 59    | Slovensko | Karol Korím      | 20.8.1993  | HK Nitra                         |      |                                      |
| Obránce | 7     | Česko     | Tomáš Mojžíš     | 15.7.1979  | SC Kolín                         |      |                                      |
| Obránce | 24    | Česko     | Aleš Píša        | 2.1.1977   | odchovanec                       |      |                                      |
| Obránce | 81    | Česko     | Jan Ščotka       | 20.5.1996  | VHK Vsetín                       |      | junior                               |
| Obránce | 55    | Česko     | Jan Škvor        | 12.7.1993  | odchovanec                       |      |                                      |
| Obránce | 34    | Česko     | Jan Zdráhal      | 26.5.1991  | HC Tambor Dvůr Králové nad Labem |      | hostování v SK Horácká Slavia Třebíč |
| Útočník | 94    | Česko     | Jiří Cetkovský   | 4.11.1983  | LHK Jestřábi Prostějov           |      |                                      |
| Útočník | 27    | Česko     | Tomáš Kaut       | 8.5.1989   | SKLH Žďár nad Sázavou            |      |                                      |
| Útočník | 48    | Česko     | Jan Kolář        | 21.3.1981  | SK Minerva Boskovice             |      |                                      |
| Útočník | 65    | Slovensko | Tomáš Marcinko   | 11.4.1988  | HK Poprad                        |      |                                      |
| Útočník | 76    | Česko     | Jaroslav Moučka  | 10.9.1992  | odchovanec                       |      |                                      |
| Útočník | 25    | Česko     | Lukáš Nahodil    | 28.7.1988  | SK Horácká Slavia Třebíč         |      |                                      |
| Útočník | 28    | Česko     | Libor Pivko      | 29.3.1980  | HK Nový Jičín                    |      |                                      |
| Útočník | 77    | Česko     | Patrik Poulíček  | 10.6.1993  | Spartak Pelhřimov                |      | hostování v LHK Jestřábi Prostějov   |
| Útočník | 22    | Česko     | Jiří Půhoný      | 27.8.1992  | HC Spartak Choceň                |      |                                      |
| Útočník | 69    | Česko     | Lukáš Radil      | 5.8.1990   | odchovanec                       |      |                                      |
| Útočník | 26    | Česko     | Jan Semorád      | 19.3.1988  | HC BAK Trutnov                   |      |                                      |
| Útočník | 96    | Slovensko | Radovan Somík    | 5.5.1977   | MHC Mountfield Martin            |      |                                      |
| Útočník | 23    | Česko     | Jan Starý        | 7.2.1986   | odchovanec                       |      |                                      |
| Útočník | 37    | Česko     | Petr Sýkora      | 21.12.1978 | odchovanec                       |      |                                      |
| Útočník | 29    | Česko     | Michael Špaček   | 9.4.1997   | odchovanec                       |      | junior                               |
| Útočník | 12    | Slovensko | Radoslav Tybor   | 23.11.1989 | HC Dukla Trenčín                 |      |                                      |
| Útočník | 88    | Česko     | Daniel Voženílek | 10.2.1996  | odchovanec                       |      | junior                               |
| Útočník | 79    | Česko     | Tomáš Zohorna    | 3.1.1988   | HC Lvi Chotěboř                  |      |                                      |
| Trenér  |       | Česko     | Zdeněk Venera    | 20.9.1957  |                                  |      |                                      |

## HC Vítkovice Steel
| Post    | Číslo | Nár.         | Jméno            | Narozen    | Odchovanec                   | Link                                         | Poznámka                                  |
| ------- | ----- | ------------ | ---------------- | ---------- | ---------------------------- | -------------------------------------------- | ----------------------------------------- |
| Brankář | 37    | Česko        | Daniel Dolejš    | 4.7.1994   | HC Havlíčkův Brod            | Archivováno 13. 10. 2014 na Wayback Machine. |                                           |
| Brankář | 34    | USA · Kanada | Brandon Maxwell  | 22.3.1991  | Cambridge Hawks Minor Midget |                                              | od 21.11.2014                             |
| Brankář | 35    | Česko        | Filip Šindelář   | 30.10.1979 | HC Rytíři Vlašim             | Archivováno 13. 10. 2014 na Wayback Machine. |                                           |
| Brankář | 30    | Česko        | René Svoboda     | 23.2.1995  | odchovanec                   | Archivováno 13. 10. 2014 na Wayback Machine. | junior, hostování v HC Havlíčkův Brod     |
| Obránce | 52    | Česko        | Marek Bail       | 10.1.1992  | odchovanec                   | Archivováno 13. 10. 2014 na Wayback Machine. |                                           |
| Obránce | 14    | Slovensko    | Peter Čerešňák   | 26.1.1993  | HC Dukla Trenčín             | Archivováno 13. 10. 2014 na Wayback Machine. |                                           |
| Obránce |       | Česko        | Adam Hawlík      | 30.3.1994  | odchovanec                   | Archivováno 13. 10. 2014 na Wayback Machine. | junior                                    |
| Obránce | 31    | Česko        | Lukáš Klok       | 7.6.1995   | odchovanec                   | Archivováno 13. 10. 2014 na Wayback Machine. | junior                                    |
| Obránce | 18    | Česko        | Lukáš Kovář      | 10.1.1992  | odchovanec                   | Archivováno 13. 10. 2014 na Wayback Machine. |                                           |
| Obránce | 12    | Slovensko    | Tomáš Malec      | 13.5.1982  | HK 36 Skalica                | Archivováno 1. 11. 2014 na Wayback Machine.  | od 30.10.2014 hostování z Piráti Chomutov |
| Obránce | 6     | Česko        | Tomáš Pastor     | 6.9.1992   | odchovanec                   | Archivováno 13. 10. 2014 na Wayback Machine. |                                           |
| Obránce | 75    | Slovensko    | Richard Stehlík  | 22.6.1984  | HK 36 Skalica                | Archivováno 13. 10. 2014 na Wayback Machine. |                                           |
| Obránce | 3     | Česko        | Petr Šenkeřík    | 13.3.1991  | PSG Zlín                     | Archivováno 13. 10. 2014 na Wayback Machine. |                                           |
| Obránce | 10    | Česko        | Jan Štencel      | 26.2.1995  | HC Slezan Opava              | Archivováno 13. 10. 2014 na Wayback Machine. | junior                                    |
| Obránce | 7     | Česko        | Lukáš Zíb        | 24.2.1977  | ČEZ Motor České Budějovice   | Archivováno 13. 10. 2014 na Wayback Machine. |                                           |
| Útočník | 23    | Česko        | Martin Blahuta   | 23.4.1994  | HC RT Torax Poruba           | Archivováno 13. 10. 2014 na Wayback Machine. | junior                                    |
| Útočník | 85    | Česko        | Jiří Burger      | 8.5.1977   | Rytíři Kladno                | Archivováno 13. 10. 2014 na Wayback Machine. |                                           |
| Útočník | 19    | Česko        | Michal Hlinka    | 19.3.1991  | HC Kopřivnice                | Archivováno 13. 10. 2014 na Wayback Machine. |                                           |
| Útočník | 21    | Slovensko    | Rudolf Huna      | 27.5.1980  | MHk 32 Liptovský Mikuláš     | Archivováno 13. 10. 2014 na Wayback Machine. |                                           |
| Útočník | 27    | Slovensko    | Peter Húževka    | 9.9.1976   | HK Púchov                    | Archivováno 13. 10. 2014 na Wayback Machine. |                                           |
| Útočník | 9     | Česko        | Jan Káňa         | 22.3.1990  | odchovanec                   | Archivováno 13. 10. 2014 na Wayback Machine. |                                           |
| Útočník | 81    | Česko        | Petr Kolouch     | 30.10.1991 | odchovanec                   | Archivováno 13. 10. 2014 na Wayback Machine. |                                           |
| Útočník | 71    | Česko        | Lukáš Kucsera    | 9.9.1991   | odchovanec                   | Archivováno 13. 10. 2014 na Wayback Machine. |                                           |
| Útočník | 15    | Česko        | Erik Němec       | 21.12.1993 | odchovanec                   | Archivováno 13. 10. 2014 na Wayback Machine. |                                           |
| Útočník | 57    | Česko        | Rostislav Olesz  | 10.10.1985 | odchovanec                   | Archivováno 13. 10. 2014 na Wayback Machine. |                                           |
| Útočník | 23    | Česko        | Ondřej Roman     | 8.2.1989   | HC RT Torax Poruba           | Archivováno 13. 10. 2014 na Wayback Machine. |                                           |
| Útočník | 24    | Česko        | Ondrej Šedivý    | 30.9.1989  | odchovanec                   | Archivováno 13. 10. 2014 na Wayback Machine. |                                           |
| Útočník | 41    | Česko        | Petr Strapáč     | 11.10.1989 | odchovanec                   | Archivováno 13. 10. 2014 na Wayback Machine. |                                           |
| Útočník | 13    | Česko        | Vladimír Svačina | 28.4.1987  | HC RT Torax Poruba           | Archivováno 13. 10. 2014 na Wayback Machine. |                                           |
| Útočník | 13    | Česko        | Tomáš Svoboda    | 24.2.1987  | HC Stadion Litoměřice        | Archivováno 1. 11. 2014 na Wayback Machine.  | od 24.10.2014 hostování z HC Kometa Brno  |
| Útočník | 69    | Česko        | Roman Szturc     | 25.9.1989  | SK Karviná                   | Archivováno 13. 10. 2014 na Wayback Machine. |                                           |
| Útočník |       | Česko        | Vojtěch Tomi     | 26.2.1994  | odchovanec                   | Archivováno 13. 10. 2014 na Wayback Machine. | junior, hostování v HC AZ Havířov 2010    |
| Útočník | 91    | Slovensko    | Michael Vandas   | 2.2.1991   | HK Poprad                    | Archivováno 13. 10. 2014 na Wayback Machine. |                                           |
| Útočník | 25    | Česko        | Patrik Zdráhal   | 9.4.1995   | odchovanec                   | Archivováno 13. 10. 2014 na Wayback Machine. | junior                                    |
| Trenér  |       | Slovensko    | Peter Oremus     | 5.9.1970   |                              |                                              |                                           |

## Bílí Tygři Liberec
| Post    | Číslo | Nár.      | Jméno              | Narozen    | Odchovanec             | Link | Poznámka                                   |
| ------- | ----- | --------- | ------------------ | ---------- | ---------------------- | ---- | ------------------------------------------ |
| Brankář | 25    | Slovensko | Ján Lašák          | 10.4.1979  | HKm Zvolen             |      |                                            |
| Brankář | 3     | Česko     | Marek Schwarz      | 1.4.1986   | BK Mladá Boleslav      |      |                                            |
| Brankář |       | Česko     | Jiří Stejskal      | 9.11.1982  | HC Slavia Praha        |      |                                            |
| Obránce | 17    | Česko     | Lukáš Derner       | 24.8.1983  | odchovanec             |      |                                            |
| Obránce | 12    | Česko     | Petr Gřegořek      | 25.6.1978  | SK Karviná             |      |                                            |
| Obránce | 67    | Česko     | David Kajínek      | 10.7.1988  | odchovanec             |      |                                            |
| Obránce | 5     | Česko     | Petr Kolmann       | 20.9.1988  | odchovanec             |      |                                            |
| Obránce | 27    | Česko     | Michal Plutnar     | 21.2.1994  | HC Havlíčkův Brod      |      |                                            |
| Obránce | 24    | Česko     | Jiří Říha          | 18.9.1992  | odchovanec             |      | hostování v HC Benátky nad Jizerou         |
| Obránce | 44    | Česko     | Radim Šimek        | 20.9.1992  | HC Benátky nad Jizerou |      |                                            |
| Obránce | 41    | Česko     | Martin Škoula      | 28.10.1979 | HC Stadion Litoměřice  |      |                                            |
| Obránce | 20    | Česko     | Petr Ulrych        | 6.6.1987   | odchovanec             |      | hostování v HC Benátky nad Jizerou         |
| Obránce | 43    | Česko     | Ondřej Vitásek     | 4.9.1990   | HC Zubr Přerov         |      |                                            |
| Obránce | 4     | Česko     | Tomáš Voráček      | 27.2.1990  | HC RT Torax Poruba     |      |                                            |
| Obránce | 6     | Česko     | Jan Výtisk         | 20.7.1981  | HC Vítkovice Steel     |      |                                            |
| Útočník | 83    | Slovensko | Martin Bakoš       | 18.4.1990  | HK Spišská Nová Ves    |      |                                            |
| Útočník | 18    | Slovensko | Martin Bartek      | 17.7.1980  | HKm Zvolen             |      |                                            |
| Útočník | 81    | Slovensko | Tomáš Bulík        | 27.8.1985  | HC 07 Prešov           |      |                                            |
| Útočník | 88    | Česko     | Michal Bulíř       | 12.8.1991  | odchovanec             |      |                                            |
| Útočník |       | Česko     | Adam Dlouhý        | 29.11.1994 | odchovanec             |      | junior, hostování v HC Benátky nad Jizerou |
| Útočník | 82    | Česko     | Tomáš Filippi      | 4.5.1992   | odchovanec             |      |                                            |
| Útočník | 90    | Lotyšsko  | Koba Jass          | 4.5.1990   | ASK Ogre               |      |                                            |
| Útočník | 26    | Česko     | Petr Jelínek       | 19.6.1984  | HC Slavia Praha        |      |                                            |
| Útočník | 22    | Česko     | Vít Jonák          | 17.7.1991  | HC Škoda Plzeň         |      | hostování v HC Benátky nad Jizerou         |
| Útočník | 60    | Česko     | Petr Kica          | 10.3.1986  | HC Vimperk             |      |                                            |
| Útočník | 89    | Česko     | Lukáš Krejčík      | 15.10.1990 | NED Hockey Nymburk     |      | hostování v HC Benátky nad Jizerou         |
| Útočník | 29    | Česko     | Lukáš Krenželok    | 30.6.1983  | HC Vítkovice Steel     |      |                                            |
| Útočník |       | Česko     | Josef Mikyska      | 12.7.1994  | odchovanec             |      | hostování v HC Benátky nad Jizerou         |
| Útočník | 39    | Česko     | Matěj Psota        | 24.1.1994  | odchovanec             |      | hostování v HC Benátky nad Jizerou         |
| Útočník | 81    | Slovensko | Branko Radivojevič | 24.11.1980 | HC Dukla Trenčín       |      |                                            |
| Útočník | 19    | Česko     | Daniel Špaček      | 9.1.1986   | odchovanec             |      | hostování v HC Benátky nad Jizerou         |
| Útočník | 55    | Česko     | Tomáš Urban        | 22.6.1985  | HC Kobra Praha         |      |                                            |
| Útočník | 71    | Česko     | Jakub Valský       | 7.9.1988   | Rytíři Kladno          |      |                                            |
| Útočník | 14    | Česko     | Petr Vampola       | 21.1.1982  | SKLH Žďár nad Sázavou  |      |                                            |
| Útočník | 16    | Česko     | Jan Víšek          | 12.6.1981  | odchovanec             |      |                                            |
| Útočník | 53    | Česko     | Jaroslav Vlach     | 6.4.1992   | odchovanec             |      |                                            |
| Trenér  |       | Česko     | Pavel Hynek        | neznámo    |                        |      |                                            |

## HC Slavia Praha
| Post    | Číslo | Nár.              | Jméno           | Narozen    | Odchovanec                 | Link | Poznámka                          |
| ------- | ----- | ----------------- | --------------- | ---------- | -------------------------- | ---- | --------------------------------- |
| Brankář |       | Česko             | Jan Dlouhý      | 30.6.1992  | odchovanec                 |      |                                   |
| Brankář | 38    | Česko             | Dominik Furch   | 19.4.1990  | HC Kobra Praha             |      |                                   |
| Brankář | 31    | Česko             | Adam Svoboda    | 26.1.1978  | HC Kometa Brno             |      |                                   |
| Obránce | 18    | Česko             | Jindřich Barák  | 10.2.1991  | odchovanec                 |      |                                   |
| Obránce | 3     | Slovensko · Česko | Tomáš Beňovič   | 16.4.1988  | HC Dukla Trenčín           |      |                                   |
| Obránce |       | Česko             | Lukáš Chalupa   | 28.12.1993 | BK Mladá Boleslav          |      | hostování v Rytíři Kladno         |
| Obránce | 34    | Česko             | Jan Holub       | 3.5.1983   | Bílí Tygři Liberec         |      |                                   |
| Obránce | 4     | Česko             | Ronald Knot     | 3.8.1994   | odchovanec                 |      | junior                            |
| Obránce | 72    | Česko             | Pavel Kolařík   | 24.10.1972 | VTJ Vyškov                 |      |                                   |
| Obránce | 27    | Česko             | Daniel Krejčí   | 27.4.1992  | odchovanec                 |      |                                   |
| Obránce | 17    | Česko             | Jan Novák       | 9.2.1979   | HC Havlíčkův Brod          |      |                                   |
| Obránce | 31    | Česko             | Antonín Růžička | 29.1.1993  | odchovanec                 |      |                                   |
| Obránce | 77    | Česko             | David Štich     | 15.4.1989  | HC Škoda Plzeň             |      |                                   |
| Obránce | 16    | Slovensko         | Juraj Valach    | 1.2.1989   | HKm Zvolen                 |      |                                   |
| Útočník | 9     | Česko             | Tomáš Andres    | 12.4.1996  | HC Slovan Ústí nad Labem   |      | junior                            |
| Útočník | 9     | Česko             | Jakub Babka     | 5.9.1992   | ČEZ Motor České Budějovice |      | hostování v HC Havlíčkův Brod     |
| Útočník | 21    | Česko             | Jaroslav Bednář | 9.11.1976  | odchovanec                 |      |                                   |
| Útočník | 11    | Česko             | Miloslav Čermák | 15.11.1986 | HC Havlíčkův Brod          |      |                                   |
| Útočník | 71    | Česko             | Jiří Doležal    | 8.7.1985   | odchovanec                 |      |                                   |
| Útočník | 12    | Česko             | Tomáš Doležal   | 29.9.1990  | odchovanec                 |      | hostování v HC Stadion Litoměřice |
| Útočník | 22    | Česko             | Pavel Klhůfek   | 27.10.1991 | PSG Zlín                   |      |                                   |
| Útočník | 61    | Česko             | Tomáš Micka     | 7.6.1983   | odchovanec                 |      |                                   |
| Útočník | 44    | Česko             | Michal Poletín  | 9.6.1991   | odchovanec                 |      |                                   |
| Útočník | 55    | Česko             | Jakub Sklenář   | 20.3.1988  | Orli Znojmo                |      |                                   |
| Útočník | 91    | Česko             | Jan Stránský    | 16.4.1990  | HC Škoda Plzeň             |      |                                   |
| Útočník | 24    | Česko             | Václav Tomek    | 3.8.1993   | odchovanec                 |      |                                   |
| Útočník | 14    | Česko             | Marek Tomica    | 1.1.1981   | HC Dukla Jihlava           |      |                                   |
| Útočník | 84    | Maďarsko          | János Vas       | 29.1.1984  | Dunaújváros AC             |      |                                   |
| Útočník | 26    | Česko             | Tomáš Vlasák    | 1.2.1975   | odchovanec                 |      |                                   |
| Útočník | 81    | Česko             | Daniel Vrdlovec | 13.4.1989  | HC Kopřivnice              |      | hostování v Salith Šumperk        |
| Útočník | 26    | Slovensko         | Erik Weissmann  | 27.5.1978  | HC Slovan Bratislava       |      |                                   |
| Trenér  |       | Česko             | Ladislav Lubina | 11.2.1967  |                            |      |                                   |

## HC Verva Litvínov
| Post    | Číslo | Nár.      | Jméno              | Narozen     | Odchovanec                   | Link                                         | Poznámka                    |
| ------- | ----- | --------- | ------------------ | ----------- | ---------------------------- | -------------------------------------------- | --------------------------- |
| Brankář | 33    | Česko     | Pavel Francouz     | 3.6.1990    | HC Škoda Plzeň               | Archivováno 8. 8. 2014 na Wayback Machine.   |                             |
| Brankář | 61    | Česko     | Lukáš Horák        | 5.10.1993   | odchovanec                   | Archivováno 8. 8. 2014 na Wayback Machine.   | hostování v HC Most         |
| Brankář | 82    | Česko     | Jakub Soukup       | 3.9.1994    | odchovanec                   | Archivováno 8. 8. 2014 na Wayback Machine.   | junior, hostování v HC Most |
| Obránce | 4     | Česko     | Marek Baránek      | 1.3.1995    | HC Slovan Ústí nad Labem     | Archivováno 8. 8. 2014 na Wayback Machine.   | junior                      |
| Obránce | 24    | Česko     | Petr Chaloupka     | 4.4.1986    | HC ČSOB Pojišťovna Pardubice | Archivováno 8. 8. 2014 na Wayback Machine.   |                             |
| Obránce | 31    | Česko     | Jiří Gula          | 7.8.1989    | odchovanec                   | Archivováno 24. 9. 2015 na Wayback Machine.  |                             |
| Obránce | 31    | Česko     | Martin Kokeš       | 13.6.1995   | odchovanec                   | Archivováno 24. 9. 2015 na Wayback Machine.  | junior, hostování v HC Most |
| Obránce | 28    | Česko     | Karel Kubát        | 13.6.1988   | odchovanec                   | Archivováno 8. 8. 2014 na Wayback Machine.   |                             |
| Obránce | 29    | Česko     | Tomáš Pavelka      | 29.5.1993   | HC Vítkovice Steel           | Archivováno 8. 8. 2014 na Wayback Machine.   |                             |
| Obránce | 45    | Česko     | Filip Pavlík       | 20.7.1992   | HC Oceláři Třinec            | Archivováno 8. 8. 2014 na Wayback Machine.   |                             |
| Obránce | 88    | Česko     | Zbyněk Sklenička   | 15.12.1981  | odchovanec                   | Archivováno 8. 8. 2014 na Wayback Machine.   |                             |
| Obránce | 19    | Česko     | Jiří Šlégr         | 30.5.1971   | odchovanec                   | Archivováno 8. 8. 2014 na Wayback Machine.   |                             |
| Obránce | 2     | Česko     | Jiří Zeman         | 12.2.1982   | HK Kralupy nad Vltavou       | Archivováno 8. 8. 2014 na Wayback Machine.   |                             |
| Útočník | 18    | Slovensko | František Gerhát   | 28.4.1990   | HC Slovan Bratislava         | Archivováno 8. 8. 2014 na Wayback Machine.   |                             |
| Útočník | 78    | Česko     | Robin Hanzl        | 10.1.1989   | HC Slovan Ústí nad Labem     | Archivováno 8. 8. 2014 na Wayback Machine.   |                             |
| Útočník | 26    | Česko     | Viktor Hübl        | 13.8.1978   | Piráti Chomutov              | Archivováno 8. 8. 2014 na Wayback Machine.   |                             |
| Útočník | 86    | Česko     | Peter Jánský       | 3.5.1985    | HC Most                      | Archivováno 8. 8. 2014 na Wayback Machine.   |                             |
| Útočník | 64    | Česko     | Ondřej Jurčík      | 28.6.1992   | odchovanec                   | Archivováno 8. 8. 2014 na Wayback Machine.   |                             |
| Útočník | 43    | Česko     | Vojtěchov Kubinčák | 4.2.1979    | odchovanec                   | Archivováno 14. 10. 2014 na Wayback Machine. |                             |
| Útočník | 16    | Česko     | František Lukeš    | 25.9.1982   | odchovanec                   | Archivováno 8. 8. 2014 na Wayback Machine.   |                             |
| Útočník | 91    | Slovensko | Juraj Majdan       | 20.8.1991   | MHK Dubnica nad Váhom        | Archivováno 8. 8. 2014 na Wayback Machine.   |                             |
| Útočník | 41    | Česko     | Rostislav Martynek | 10.10.1982  | HC Oceláři Třinec            | Archivováno 8. 8. 2014 na Wayback Machine.   |                             |
| Útočník | 37    | Česko     | Kamil Piroš        | 20.11.1978  | odchovanec                   | Archivováno 8. 8. 2014 na Wayback Machine.   |                             |
| Útočník | 84    | Česko     | Pavel Písařík      | 5.10.1993   | odchovanec                   | Archivováno 8. 8. 2014 na Wayback Machine.   |                             |
| Útočník | 9     | Česko     | Martin Ručinský    | 11.3.1971   | odchovanec                   | Archivováno 8. 8. 2014 na Wayback Machine.   |                             |
| Útočník | 92    | Česko     | Pavel Smolka       | 12.3.1992   | odchovanec                   | Archivováno 8. 8. 2014 na Wayback Machine.   | hostování v HC Most         |
| Útočník | 13    | Česko     | Jakub Šrámek       | 4.3.1993    | odchovanec                   | Archivováno 8. 8. 2014 na Wayback Machine.   |                             |
| Útočník | 5     | Česko     | Michal Trávníček   | 14.3.1980   | odchovanec                   | Archivováno 8. 8. 2014 na Wayback Machine.   |                             |
| Útočník | 81    | Česko     | Lukáš Válek        | 11.6.1994   | odchovanec                   | Archivováno 8. 8. 2014 na Wayback Machine.   | junior, hostování v HC Most |
| Trenér  |       | Česko     | Radim Rulík        | 21.6.1965\| |                              |                                              |                             |

## HC Energie Karlovy Vary
| Post    | Číslo | Nár.      | Jméno            | Narozen    | Odchovanec                   | Link | Poznámka                          |
| ------- | ----- | --------- | ---------------- | ---------- | ---------------------------- | ---- | --------------------------------- |
| Brankář | 51    | Česko     | Vladislav Habal  | 2.4.1991   | odchovanec                   |      |                                   |
| Brankář | 40    | Česko     | David Honzík     | 9.8.1993   | odchovanec                   |      | hostování v HC Baník Sokolov      |
| Brankář | 92    | Česko     | Tomáš Závorka    | 26.11.1987 | HC Baník Sokolov             |      |                                   |
| Obránce | -     | Česko     | Radim Bičánek    | 18.1.1975  | HC Uherské Hradiště          |      |                                   |
| Obránce | 28    | Slovensko | Radek Deyl       | 14.9.1989  | HC Košice                    |      |                                   |
| Obránce | 20    | Česko     | Tomáš Dvořák     | 7.5.1995   | HC Havlíčkův Brod            |      | junior                            |
| Obránce | 26    | Slovensko | Tomáš Harant     | 28.4.1980  | MsHK DOXXbet Žilina          |      |                                   |
| Obránce | 14    | Česko     | Tomáš Kvapil     | 28.4.1993  | HC Škoda Plzeň               |      | hostování v HC Baník Sokolov      |
| Obránce | 65    | Lotyšsko  | Jēkabs Rēdlihs   | 29.3.1982  | Prizma Riga                  |      |                                   |
| Obránce | 90    | Česko     | Martin Rohan     | 26.6.1990  | HC Baník Sokolov             |      | hostování v HC Baník Sokolov      |
| Obránce | 30    | Česko     | Adam Schusser    | 18.4.1991  | odchovanec                   |      | hostování v HC Baník Sokolov      |
| Obránce | 24    | Česko     | Vladimír Sičák   | 1.12.1980  | KLH Vajgar Jindřichův Hradec |      |                                   |
| Obránce | 81    | Česko     | Vojtěch Šik      | 3.1.1991   | odchovanec                   |      |                                   |
| Obránce | 61    | Česko     | Ondřej Šmach     | 21.7.1986  | SHK Hodonín                  |      |                                   |
| Obránce | 67    | Česko     | Jan Tomeček      | 27.6.1990  | odchovanec                   |      |                                   |
| Obránce | 91    | Česko     | David Troška     | 2.5.1993   | odchovanec                   |      |                                   |
| Útočník | 72    | Česko     | Stanislav Balán  | 30.1.1986  | SHK Hodonín                  |      |                                   |
| Útočník | 6     | Česko     | Štěpán Csamangó  | 30.4.1994  | odchovanec                   |      | hostování v HC Baník Sokolov      |
| Útočník | 69    | Česko     | Radek Duda       | 28.1.1979  | HC Baník Sokolov             |      |                                   |
| Útočník | 9     | Česko     | Jakub Flek       | 24.12.1992 | SHC Klatovy                  |      | hostování v HC Baník Sokolov      |
| Útočník | 47    | Česko     | Sebastian Gorčík | 5.9.1995   | Salith Šumperk               |      | junior, střídaví start Litoměříce |
| Útočník | 71    | Česko     | Tomáš Harkabus   | 16.3.1994  | HC Slovan Ústí nad Labem     |      | junior, Hostování Jihlava         |
| Útočník | 41    | Česko     | Zdeněk Bahenský  | 10.3.1986  | HC Sparta Praha              | 21   |                                   |
| Útočník | 44    | Česko     | David Hruška     | 8.1.1977   | HC Baník Sokolov             |      |                                   |
| Útočník | 39    | Česko     | Radim Hruška     | 12.10.1984 | VHK Vsetín                   |      |                                   |
| Útočník | 10    | Česko     | Petr Koblasa     | 7.11.1993  | HC Tábor                     |      |                                   |
| Útočník | 26    | Česko     | Martin Kohout    | 17.1.1995  | VHK Vsetín                   |      | junior, Hostování Kadaň           |
| Útočník | 11    | Česko     | Jaromír Kverka   | 24.1.1992  | odchovanec                   |      |                                   |
| Útočník | 19    | Česko     | Roman Pšurný     | 23.2.1986  | PSG Zlín                     |      |                                   |
| Útočník | 89    | Česko     | Tomáš Rohan      | 1.1.1989   | odchovanec                   |      |                                   |
| Útočník | 34    | Česko     | Václav Skuhravý  | 16.1.1979  | HK Lev Slaný                 |      |                                   |
| Útočník | 3     | Česko     | Martin Bartek    | 17.7.1980  | LB                           | 29   |                                   |
| Útočník | 18    | Česko     | Vojtěch Tomeček  | 12.8.1994  | HC ZVVZ Milevsko             |      |                                   |
| Útočník | 23    | Česko     | Michal Vachovec  | 15.7.1992  | odchovanec                   |      |                                   |
| Útočník | 21    | Česko     | Dominik Vaněk    | 29.9.1991  | odchovanec                   |      | hostování v HC Baník Sokolov      |
| Útočník | 32    | Česko     | Lukáš Vrána      | 24.8.1993  | odchovanec                   |      | hostování v HC Baník Sokolov      |
| Útočník | 88    | Česko     | Matěj Zadražil   | 12.2.1994  | odchovanec                   |      | junior, Hostování Jihlava         |
| Trenér  |       | Česko     | Karel Mlejnek    | 30.1.1977  |                              |      |                                   |

## BK Mladá Boleslav
| Post    | Číslo | Nár.      | Jméno             | Narozen    | Odchovanec                 | Link | Poznámka                                       |
| ------- | ----- | --------- | ----------------- | ---------- | -------------------------- | ---- | ---------------------------------------------- |
| Brankář | 45    | Česko     | Roman Málek       | 25.9.1977  | HC Slavia Praha            |      |                                                |
| Brankář | -     | Česko     | Jan Pechek        | 15.9.1996  | IHC Písek                  |      | junior                                         |
| Brankář | 33    | Česko     | David Rittich     | 19.8.1992  | HC Dukla Jihlava           |      |                                                |
| Brankář | 1     | Česko     | Jan Růžička       | 23.2.1997  | odchovanec                 |      | junior                                         |
| Obránce | 3     | Česko     | Roman Čermák      | 25.10.1995 | HC Dukla Jihlava           |      | junior                                         |
| Obránce | 28    | Slovensko | Milan Hruška      | 26.4.1985  | HC Topoľčany               |      |                                                |
| Obránce | 23    | Česko     | Jiří Kučný        | 17.11.1983 | VHK Vsetín                 |      |                                                |
| Obránce | 11    | Česko     | Jiří Kurka        | 31.3.1994  | odchovanec                 |      | junior, hostování v HC Havlíčkův Brod          |
| Obránce | 74    | Česko     | Ctirad Ovčačík    | 18.10.1984 | HC Vítkovice Steel         |      |                                                |
| Obránce | 51    | Slovinsko | Mitja Robar       | 4.1.1983   | HDK Stavbar Maribor        |      |                                                |
| Obránce | 20    | Česko     | Matěj Stříteský   | 20.9.1990  | VHK Vsetín                 |      |                                                |
| Obránce | 7     | Česko     | Milan Toman       | 30.11.1979 | HC Stadion Litoměřice      |      |                                                |
| Obránce | 10    | Slovensko | Peter Trška       | 1.6.1992   | VHK Vsetín                 |      |                                                |
| Obránce | 16    | Slovinsko | Luka Vidmar       | 4.1.1983   | HDD Telemach Olimpija      |      |                                                |
| Obránce | 44    | Slovensko | Boris Žabka       | 11.10.1977 | HC Slovan Bratislava       |      |                                                |
| Útočník | 8     | Česko     | Michal Bárta      | 27.10.1987 | Bílí Tygři Liberec         |      |                                                |
| Útočník | 6     | Česko     | Michal Broš       | 25.1.1976  | HC Olomouc                 |      |                                                |
| Útočník | 71    | Česko     | Tomáš Hyka        | 23.3.1993  | odchovanec                 |      |                                                |
| Útočník | 96    | Česko     | Richard Jarůšek   | 8.8.1991   | HC Kometa Brno             |      | hostování v HC Dukla Jihlava                   |
| Útočník | 24    | Česko     | Tomáš Klimenta    | 14.4.1984  | HC Vlci Jablonec nad Nisou |      |                                                |
| Útočník | 81    | Česko     | Zdeněk Kubica     | 8.8.1986   | HC Hvězda Brno             |      |                                                |
| Útočník | 26    | Česko     | Martin Látal      | 17.3.1988  | Rytíři Kladno              |      |                                                |
| Útočník | 25    | Česko     | Radan Lenc        | 30.7.1991  | odchovanec                 |      |                                                |
| Útočník | -     | Česko     | Ladislav Marek    | 29.3.1994  | IHC Písek                  |      | junior, hostování v ČEZ Motor České Budějovice |
| Útočník | 15    | Česko     | Milan Mikulík     | 10.11.1980 | HC Vítkovice Steel         |      |                                                |
| Útočník | 87    | Česko     | Pavel Musil       | 30.8.1992  | odchovanec                 |      |                                                |
| Útočník | 84    | Česko     | Lukáš Pabiška     | 24.2.1984  | Bílí Tygři Liberec         |      |                                                |
| Útočník | 30    | Česko     | Dominik Pacovský  | 8.6.1990   | HC Sparta Praha            |      |                                                |
| Útočník | 92    | Česko     | Jiří Rys          | 31.3.1992  | odchovanec                 |      |                                                |
| Útočník | 19    | Česko     | David Vrbata      | 23.7.1983  | odchovanec                 |      |                                                |
| Útočník | 9     | Česko     | David Výborný     | 22.1.1975  | HC Dukla Jihlava           |      |                                                |
| Trenér  |       | Česko     | František Výborný | 21.6.1965  |                            |      |                                                |

## HC Olomouc
| Post    | Číslo | Nár.      | Jméno            | Narozen    | Odchovanec               | Link | Poznámka                             |
| ------- | ----- | --------- | ---------------- | ---------- | ------------------------ | ---- | ------------------------------------ |
| Brankář | 35    | Česko     | Jiří Trvaj       | 13.4.1974  | HC AZ Havířov 2010       |      |                                      |
| Brankář | 33    | Česko     | Tomáš Vošvrda    | 12.9.1989  | HC Vítkovice Steel       |      |                                      |
| Obránce | 81    | Česko     | Jakub Bartoň     | 13.7.1981  | HC Stadion Litoměřice    |      | hostování v SK Horácká Slavia Třebíč |
| Obránce | 9     | Česko     | Tomáš Houdek     | 30.3.1981  | HC Oceláři Třinec        |      |                                      |
| Obránce | 22    | Česko     | Jan Jaroměřský   | 10.9.1988  | Bílí Tygři Liberec       |      |                                      |
| Obránce | 8     | Slovensko | Ivan Majeský     | 2.9.1976   | HC 05 Banská Bystrica    |      |                                      |
| Obránce | 23    | Česko     | Jiří Ondrušek    | 2.4.1986   | odchovanec               |      |                                      |
| Obránce | 27    | Česko     | Alex Rašner      | 12.2.1996  | odchovanec               |      | junior                               |
| Obránce | 11    | Česko     | Pavel Srbek      | 9.8.1978   | Rytíři Kladno            |      |                                      |
| Obránce | 66    | Česko     | Robin Staněk     | 30.12.1988 | PSG Zlín                 |      |                                      |
| Obránce | 3     | Česko     | David Škůrek     | 6.8.1993   | odchovanec               |      |                                      |
| Obránce | 37    | Česko     | Martin Vyrůbalík | 29.1.1981  | SHK Hodonín              |      |                                      |
| Útočník | 17    | Slovensko | Dávid Buc        | 22.1.1987  | HK Poprad                |      |                                      |
| Útočník | 80    | Slovensko | Martin Cibák     | 17.5.1980  | MHk 32 Liptovský Mikuláš |      |                                      |
| Útočník | 19    | Česko     | Richard Diviš    | 5.6.1985   | Rytíři Kladno            |      |                                      |
| Útočník | 82    | Česko     | Radek Dlouhý     | 13.1.1982  | HC Slavia Praha          |      |                                      |
| Útočník | 71    | Česko     | Jakub Herman     | 21.2.1992  | HC Zubr Přerov           |      |                                      |
| Útočník | 88    | Česko     | Erik Hrňa        | 25.6.1988  | VHK Vsetín               |      |                                      |
| Útočník | 26    | Česko     | Aleš Jergl       | 18.4.1994  | odchovanec               |      | junior                               |
| Útočník | 12    | Česko     | Jan Knotek       | 8.10.1987  | HC Sparta Praha          |      |                                      |
| Útočník | 97    | Česko     | Radim Kucharczyk | 25.10.1979 | VHK Vsetín               |      |                                      |
| Útočník | 39    | Česko     | Marek Laš        | 24.1.1987  | SK Horácká Slavia Třebíč |      |                                      |
| Útočník | 28    | Česko     | Rostislav Marosz | 23.2.1991  | HC Oceláři Třinec        |      |                                      |
| Útočník | 59    | Česko     | Jakub Matai      | 9.5.1993   | HC Verva Litvínov        |      |                                      |
| Útočník | 10    | Česko     | Pavel Patera     | 6.9.1971   | Rytíři Kladno            |      |                                      |
| Útočník | 95    | Česko     | Matěj Pekr       | 27.3.1988  | Salith Šumperk           |      | hostování v SK Horácká Slavia Třebíč |
| Útočník | 89    | Slovensko | Roman Rác        | 28.12.1990 | odchovanec               |      |                                      |
| Útočník | 21    | Česko     | Jiří Řípa        | 12.3.1984  | HC Dukla Jihlava         |      |                                      |
| Útočník | 24    | Česko     | Ondřej Švaňhal   | 12.2.1989  | HC Kometa Brno           |      |                                      |
| Útočník | 4     | Česko     | Michal Vodný     | 12.6.1991  | Hokej Uherský Ostroh     |      | hostování v SK Horácká Slavia Třebíč |
| Útočník | 44    | Slovensko | Peter Zuzin      | 4.9.1990   | HKm Zvolen               |      |                                      |
| Trenér  |       | Česko     | Petr Fiala       | 7.1.1960   |                          |      |                                      |